# 白石晴香
白石 晴香（しらいし はるか、1995年4月8日 - ）は、日本の声優、女優。東京都出身。トイズファクトリー所属。

## 略歴
2007年より女優として活動し、舞台などに出演。活動中に「声がいいね」と言われることが増えていたという。当時は中学2年生であり、「声の仕事ができる」とは思っていなかったが、レオ・バスカーリア作の絵本『葉っぱのフレディ いのちの旅』を読む機会があり、ボイスサンプルとして『コクリコ坂から』のオーディションに送ってもらい、2011年に『コクリコ坂から』の松崎空役で声優デビュー。
2019年12月31日、ヒラタオフィスを退所し、2020年1月1日よりフリーで活動することを自身のTwitter新アカウントにて発表。
2020年6月1日、トイズファクトリーに所属することを自身のTwitterアカウントで発表。

## 人物
特技はジャズダンス、バレエ、華道、書道、ダンス。家族構成は父、母、姉。犬も飼っている。

## 出演
太字はメインキャラクター。

### テレビアニメ
2012年
- カッコカワイイ宣言!（委員長、リス、とり）
- 戦国コレクション（大谷吉継）

2013年
- ガラスの仮面ですがZ（姫川亜弓、鷹宮紫織）
- やはり俺の青春ラブコメはまちがっている。（森ちゃん）

2014年
- 蟲師 続章（真澄）
- ピンポン THE ANIMATION（女子）
- 山賊の娘ローニャ（2014 - 2015年、ローニャ）

2015年
- 干物妹!うまるちゃん（2015年 - 2017年、本場切絵） - 2シリーズ

2016年
- あんハピ♪（雲雀丘瑠璃）

2017年
- ハンドシェイカー（客）
- クズの本懐（女子生徒）
- 月がきれい（滝沢葵、クラスメイト）
- Re:CREATORS（女子）
- 賭ケグルイ（女子生徒）
- アクションヒロイン チアフルーツ（紫村果音）
- セントールの悩み（名楽羌子）
- Just Because!（吹奏楽部後輩A）

2018年
- スロウスタート（増田青）
- ゴールデンカムイ（2018年 - 2023年、アシㇼパ） - 4シリーズ
- ソードアート・オンライン オルタナティブ ガンゲイル・オンライン（2018年 - 2024年、ターニャ / 楠リサ） - 2シリーズ
- ハイスコアガール（大野晶の姉妹）
- はねバド!（里見杏香）
- うちのメイドがウザすぎる!（高梨ミーシャ）
- アニマエール!（牛久花和）
- 抱かれたい男1位に脅されています。（一木美久留）

2019年
- モブサイコ100 II（友人）
- レイトン ミステリー探偵社 〜カトリーのナゾトキファイル〜（ララ）
- 転生したらスライムだった件（2019年 - 2024年、アリス） - 3シリーズ
- 魔法少女特殊戦あすか（アストロロジャー）
- ぼくたちは勉強ができない（古橋文乃） - 2シリーズ
- 八月のシンデレラナイン（九十九伽奈）
- ゾイドワイルド（オリゴ）
- けだまのゴンじろー（2019年 - 2020年、おじょお、金髪外国人美女）
- 文豪ストレイドッグス（羊のメンバーA）
- 鬼滅の刃（無惨の娘）
- からかい上手の高木さん2（サエ）
- 俺を好きなのはお前だけかよ（ひまわり〈日向葵〉）
- 天華百剣 〜めいじ館へようこそ!〜（七香、八宵）
- 歌舞伎町シャーロック（2019年 - 2020年、ユウヤ）

2020年
- スター☆トゥインクルプリキュア（ラテ）
- ヒーリングっど♥プリキュア（2020年 - 2021年、ラテ）
- 新サクラ大戦 the Animation（レイラ）
- グレイプニル（ほのか）
- 魔王学院の不適合者 〜史上最強の魔王の始祖、転生して子孫たちの学校へ通う〜（2020年 - 2024年、黒服女子、ノノ・イノータ、ティティ） - 3シリーズ
- 魔法科高校の劣等生 来訪者編（ミカエラ・ホンゴウ）
- おちこぼれフルーツタルト（貫井はゆ）
- ツキウタ。 THE ANIMATION2（水藤）

2021年
- WIXOSS DIVA(A)LIVE（魁令 / レイ）
- ワンダーエッグ・プライオリティ（大戸多恵）
- 86-エイティシックス-（2021年 - 2022年、カイエ・タニヤ） - 2シリーズ
- ドラゴン、家を買う。（コロボックルA）
- ミュークルドリーミー みっくす!（薫）
- ピーチボーイリバーサイド（サリー）
- ラブライブ!スーパースター!!（2021年 - 2024年、ココノ） - 3シリーズ
- 終末のハーレム（2021年 - 2022年、周防美来、橘絵理沙）
- ふしぎ駄菓子屋 銭天堂（倉里ひろみ）
- takt op.Destiny（マギー）
- 境界戦機（河北アオイ）
- 吸血鬼すぐ死ぬ（取り巻きA）
- マブラヴ オルタネイティヴ（イルマ・テスレフ）
- メガトン級ムサシ（2021年 - 2023年、ミーシス・ナタール） - 2シリーズ

2022年
- 失格紋の最強賢者（アルマ＝レプシウス）
- 明日ちゃんのセーラー服（戸鹿野舞衣）
- リーマンズクラブ（碓山二美）
- ビルディバイド -＃FFFFFF-（鳩打蓬）
- 乙女ゲー世界はモブに厳しい世界です（カーラ）
- ちみも（母親）
- 咲う アルスノトリア すんっ!（アルヴェテ）
- 異世界おじさん（千秋〈幼年〉、レニア）
- 忍の一時（紅雪）
- 後宮の烏（羊十娘）
- クールドジ男子（2022年 - 2023年、桃崎もも）
- 陰の実力者になりたくて!（2022年 - 2023年、ローズ・オリアナ / 666 / オリアナ王女） - 2シリーズ
- 機動戦士ガンダム 水星の魔女（ニカ・ナナウラ〈代役〉）

2023年
- 人間不信の冒険者たちが世界を救うようです（クロディーヌ）
- お隣の天使様にいつの間にか駄目人間にされていた件（2023年 - 2026年、白河千歳） - 2シリーズ
- HIGH CARD（2023年 - 2024年、ウェンディ・サトー） - 2シリーズ
- 英雄王、武を極めるため転生す 〜そして、世界最強の見習い騎士♀〜（エリス）
- カードファイト!! ヴァンガード will+Dress（2023年 - 2025年、ギィ） - 4シリーズ
- 冰剣の魔術師が世界を統べる（リーゼロッテ＝エーデン）
- 異世界ワンターンキル姉さん 〜姉同伴の異世界生活はじめました〜（軍場真夜）
- おじゃる丸（子供、お花さま）
- デッドマウント・デスプレイ（合川咲姫） - 2シリーズ
- 青のオーケストラ（オーケストラ部員）
- 英雄教室（イェシカ）
- 無職転生 II 〜異世界行ったら本気だす〜（サラ）
- Helck（イスタ）
- 贄姫と獣の王（幼いオセロット）
- ティアムーン帝国物語〜断頭台から始まる、姫の転生逆転ストーリー〜（リンシャ）

2024年
- 姫様“拷問”の時間です（姫）
- 俺だけレベルアップな件（ローラ）
- メタリックルージュ（シアン・ブルースター）
- SYNDUALITY Noir（少女）
- バーテンダー 神のグラス（樋口由香利）
- アイドルマスター シャイニーカラーズ（園田智代子） - 2シリーズ
- 黒執事 -寄宿学校編-（マクミラン）
- なぜ僕の世界を誰も覚えていないのか?（ジャンヌ）
- ダンジョンに出会いを求めるのは間違っているだろうかV 豊穣の女神篇（2024年 - 2025年、ヘルン）
- ひとりぼっちの異世界攻略（委員長）
- 嘆きの亡霊は引退したい（ラピス・フルゴル）
- 甘神さんちの縁結び（2024年 - 2025年、竹田真）
- アオのハコ（2024年 - 2025年、守屋花恋）

2025年
- 妃教育から逃げたい私（レティシア）
- アサティール2 未来の昔ばなし（ネフラ）
- サラリーマンが異世界に行ったら四天王になった話（ダニー）
- 戦隊レッド 異世界で冒険者になる（ラーニヤ / アメン）
- 九龍ジェネリックロマンス（鯨井令子）
- クラシック★スターズ（リストの母）
- 俺は星間国家の悪徳領主!（兵士、リーベ聖王国兵士、ティア隊騎士）
- 紫雲寺家の子供たち（日向南朋）
- クレバテス-魔獣の王と赤子と屍の勇者-（アリシア）
- 気絶勇者と暗殺姫（ゴア）
- 勇者パーティーを追放された白魔導師、Sランク冒険者に拾われる 〜この白魔導師が規格外すぎる〜（シリカ）
- ホテル・インヒューマンズ（ニナ）

2026年
- シャンピニオンの魔女（ルーナ）

時期未定
- 無自覚聖女は今日も無意識に力を垂れ流す（フローラ・サンチェス）

### 劇場アニメ
2010年代
- コクリコ坂から（2011年、松崎空）
- ガラスの仮面ですが THE MOVIE 女スパイの恋! 紫のバラは危険な香り!?（2013年、姫川亜弓、鷹宮紫織）
- 思い出のマーニー（2014年、みよ子）
- 詩季織々「小さなファッションショー」（2018年、ルル）
- 劇場版 誰ガ為のアルケミスト（2019年、アメリ）

2020年代
- 映画 プリキュアミラクルリープ みんなとの不思議な1日（2020年、ラテ）
- 魔女見習いをさがして（2020年、哲司の娘）
- 映画 ヒーリングっど♥プリキュア ゆめのまちでキュン!っとGoGo!大変身!!（2021年、ラテ）
- ブルーサーマル（2022年、室井ゆかり）
- 映画 プリキュアオールスターズF（2023年、ラテ）
- 機動戦士ガンダムSEED FREEDOM（2024年、ヒメコ・ユリー）
- ふれる。（2024年、鴨沢樹里）

### OVA
- サイボーグ009VSデビルマン（2015年 - 2016年、イワン・ウイスキー[102]）
- ゴールデンカムイ（2018年 - 2020年、アシㇼパ[103][104]） - コミックスアニメDVD同梱版
- ぼくたちは勉強ができない（2019年 - 2020年、古橋文乃） - コミックス第14・16巻アニメBD同梱版
- 転生したらスライムだった件（2020年、アリス） - 漫画版第14 - 16巻OAD付き限定版
- 俺を好きなのはお前だけかよ〜俺たちのゲームセット〜（2020年、ひまわり〈日向葵〉[105]）
- コードギアス 奪還のロゼ（2024年、江間メイ[106]、研究員）

### Webアニメ
- A.I.C.O. Incarnation（2018年、橘アイコ[107][108]）
- ソードガイ The Animation（2018年、祥子[109]）
- 天空侵犯（2021年、本城遊理[110]）
- スコット・ピルグリム テイクス・オフ (2023年、アニメ少女)
- ライジングインパクト（2024年、プラタリッサ母）

### ゲーム
2014年
- 御城プロジェクト（多賀城、松倉城）

2015年
- 車なごコレクション（エスティマ）
- 干物妹！うまるちゃん 〜干物妹！育成計画〜（本場切絵）
- 無限のジグラット（ミシェリア）
- レーシング娘。（伴アスナ）

2016年
- 御城プロジェクト:RE（多賀城、松倉城、中津城、江戸氏館、百地丹波城、扇城）
- クイズRPG 魔法使いと黒猫のウィズ（リエン・ユー）
- 少女とドラゴン（リィンフィリア）
- ユバの徽（ゾーヤ）
- 嫁コレ（本場切絵）

2017年
- エンドライド -X fragments-（リリィ）
- オルタンシア・サーガ -蒼の騎士団-（ヘリア）
- ガールフレンド（仮）（2017年 - 2023年、水野楓夏）
- ゴシックは魔法乙女〜さっさと契約しなさい!〜（本場切絵）
- 八月のシンデレラナイン（九十九伽奈）
- 天華百剣 -斬-（七香、八宵）

2018年
- 装甲娘（コウケツ ユリ、ヒナヤマ コウ、テンノウジ ツブラ）
- アイドルマスター シャイニーカラーズ（2018年 - 2024年、園田智代子）
- アズールレーン（2018年 - 2024年、阿賀野、ル・マラン、ブリュッヒャー） - 2作品
- あかねさす少女（マヤ）
- きららファンタジア（2018年 - 2022年、雲雀丘瑠璃、牛久花和、貫井はゆ、メイド長）
- グランブルーファンタジー（2018年 - 2023年、おサダ、シャノン、コーナ）
- ダイダロス: ジ・アウェイクニング・オブ・ゴールデンジャズ（マリー）
- アリス・ギア・アイギス（2018年 - 2024年、ニーナ・カリーニナ）
- Ast Memoria -アストメモリア-（コロ）

2019年
- エンゲージプリンセス（ミラ）
- 荒野のコトブキ飛行隊 大空のテイクオフガールズ!（エリカ）
- 東方キャノンボール（蘇我屠自古）

2020年
- 蒼藍の誓い ブルーオース（愛宕）
- ドラゴンクエストライバルズ（フウラ）
- スクールガールストライカーズ2（隼坂翠）
- 装甲娘 ミゼレムクライシス（2020年 - 2021年、エルシオン、ドットフェイサー）
- 武装神姫 アーマードプリンセス バトルコンダクター（猟兵型エーデルワイス）

2021年
- シャイニングニキ（ジョイス）
- パズルガールズ（キーロフ、カヴァラ）
- ピーチボーイリバーサイド バトルサーガ（サリー）
- アークナイツ（アイリス）
- 鬼滅の刃 ヒノカミ血風譚（無惨の娘）
- アイドルマスター ポップリンクス（園田智代子）
- ファンタジーライフ オンライン（アスヒメ）
- Re:ステージ!プリズムステップ（貫井はゆ）
- ワールドフリッパー（フラクシス）

2022年
- VALORANT（ネオン）
- 英傑大戦（千葉さな子、楊氏、小松姫、杉文、アシㇼパ）
- 失格紋の最強賢者 〜導刻の冒険譚〜 The Ultimate Reincarnation（アルマ＝レプシウス）
- ドラゴンクエストX 天星の英雄たち オンライン（フウラ）
- 崩壊3rd（アポニア）
- ウィクロスマルチバース（レイ）
- ビートリフレ（朝霧楓乃）
- ドラゴンクエストX オフライン（フウラ）
- Echocalypse -緋紅の神約-（V.V.）
- ドルフィンウェーブ（久々利トモ）
- 無期迷途（エンジェル）
- 勝利の女神：NIKKE（ルピー、フォルクヴァン）
- 白猫プロジェクト（イクシア）
- 陰の実力者になりたくて！マスターオブガーデン（ローズ・オリアナ）
- 共闘ことばRPG コトダマン（アシㇼパ）
- LACKGIRL I - “Astra inclinant, sed non obligant.”（泉）
- 機動戦士ガンダム 鉄血のオルフェンズG（少女）

2023年
- ウマ娘 プリティーダービー（ネオユニヴァース）
- 404 GAME RE:SET -エラーゲームリセット-（バーチャレーシング）
- ストリートファイター6（市民）
- 女神楽園 ガーデス・パラダイス（ガブリエル、シュブ＝ニグラス）
- スノウブレイク：禁域降臨（シーリス）
- アイドルマスター シャイニーカラーズ Song for Prism（2023年 - 2024年、園田智代子）
- モンスターストライク（ローズ）

2024年
- ゼンレスゾーンゼロ（グレース・ハワード）
- コードギアス 反逆のルルーシュ ロストストーリーズ（江間メイ）
- HIGH CARD -Color of the Pair-（ウェンディ・サトー）
- カイジ外伝：激熱の街（ミカ）
- ロマンシング サガ2 リベンジオブザセブン（エメラルド）

2025年
- HUNDRED LINE -最終防衛学園-（凶鳥狂死香）
- みんなのGOLF WORLD（ルネ）

### BLCD
- 嫌いでいさせて（2020年、古賀しずく）
- 続！俺たちナマモノ？です（2023年、夏目アユハ）
- フロウフルレメディ（2024年、蒔田[167]）

### 吹き替え
映画
- アンダーワールド 覚醒（2012年、イヴ〈インディア・アイズリー〉）
- 天才スピヴェット（2013年、グレーシー〈ニーヴ・ウィルソン〉）
- エノーラ・ホームズの事件簿（2020年 - 2022年、エノーラ・ホームズ〈ミリー・ボビー・ブラウン〉）
  - エノーラ・ホームズの事件簿2

- トラウマ/鮮血の叫び（2024年、オーラ〈アーシア・アルジェント〉）
- シャーリー・チザム（2024年、バーバラ・リー）
- 猿の惑星/キングダム（2024年、スーナ）

ドラマ
- フラーハウス（2016年、ローズ〈マッケナ・グレイス〉）
- ファインド・ミー 〜パリでタイムトラベル〜（2020年、ティア・ラファエル〈ハンナ・ドッド〉）
- 最愛の敵～王たる宿命～（2022年、ユ・ジョン〈カン・ハンナ〉
- ミレニアル・ガールズ〜ロンドン無計画ライフ〜（2023年、マギー〈エマ・アップルトン〉）
- ザ・コンチネンタル:ジョン・ウィックの世界から（2023年、ルー）
- ニュールック（2024年、カトリーヌ・ディオール〈メイジー・ウィリアムズ〉）

アニメ
- ファインディング・ドリー（2016年、アビー）
- Call Star -ボクは本当にダメな星?-（2023年、ユウシュウ、女の子）
- ホワット・イフ...?（2023-2024年、カホーリ）

### デジタルコミック
- Splatoon（2017年、メガネくん）
- 臆病な伯爵令嬢は揉め事を望まない（2021年、ソフィー・バーネット[173]）
- 大丈夫倶楽部（2023年、花田もね[174]）
- パパ×パパ～αとΩで夫夫やってます～2 （2023年、船越奏）[175]
- 勇者の俺様が魔導士なんかに!（2023年、幼少期ケイン[176]）
- 隣のよし子ちゃん（2024年、よし子ちゃん[177]）

### ラジオ
※はインターネット配信。
- ラジオどっとあい 白石晴香のまっしろキャンバス☆（2015年、AG-ON※）[178]
- あんハピ♪しあわせラジオ（2016年、音泉※）[179]
- A&Gリクエストアワー 阿澄佳奈のキミまち!（2017年 - 2019年、文化放送）※中継レポーター[180]
- 白石晴香のradioclub.jp（2017年、かつしかFM）
- アイドルマスター シャイニーカラーズ はばたきラジオステーション（2018年 - 、ASOBI CHANNEL※） - 週替わりパーソナリティ
- 干物妹うまるちゃんR 妹'Sの だらだラジオ（2018年、音泉※）[181]
- うちのメイドがウザすぎる！ 〜キャッキャウフフするラジオ！〜（2018年、音泉※）[182]
- A&Gメディアステーション こむちゃっとカウントダウン（2019年 - 2023年、文化放送・超!A&G+※・radiko※） [183]
- 白黒瞳ちゃん（2019年 - 2021年、超!A&G+※）[184]
- 白石晴香と河野ひよりの「ふたラジ！！」（2020年3月、超!A&G+※）[185]
- 白石晴香のぽかぽかたいむ（2020年 - 、超!A&G+※ → 文化放送）[186]
- RADIO WIXOSS DIVA(A)LIVE（2020年 - 2021年、音泉※）[187]
- 失格紋の最強RADIO（2021年、音泉※、YouTube※）[188][189]
  - 失格紋のRADIOだもん（2022年、音泉※、YouTube※）[190][191]
- A&Gメディアステーション FUN MORE TUNE（2023年 - 、文化放送・超!A&G+※・radiko※）[192]
- 姫様“ラジオ”の時間です（2024年、音泉※、YouTube※）[193]
- 九龍ジェネリック電台（2025年、音泉※、YouTube※）[194]

### ナレーション
- 人気の秘密を考察! 売れっ子ちゃん（2020年7月31日、TBS[195]）
- NNNドキュメント アイヌ アナクネ ピリカ アイヌ語を未来へ(2022年4月3日、日本テレビ)

### ボイスドラマ
- 君のことが大大大大大好きな100人の彼女「君のことが大好きな彼女たちの看病ボイスドラマ」（2020年、院田唐音[196]）
- 吸血鬼と薔薇少女（2020年、白咲千結[197]）
- 夜桜さんちの大作戦（2021年、紅葉カエデ[198]）
- 毎日家に来るギャルが距離感ゼロでも優しくない（2023年、不破満天）

### ASMR
- 女友達の家でだらだら～102号室・鈴木はいね～（2021年、鈴木はいね）
- 【アズールレーンASMR】指揮官を癒やし隊!・ル・マランのエレガントサボりタイム（2023年、ル・マラン）

### テレビ番組
※はインターネット配信。
- け〜ぶるノススメ シーズン4（2011年 - 2013年、川相絵音）
- 干物妹!うまるちゃん 月曜から宴「ダラなま」（2015年、ニコニコ生放送※）
  - Let'sパーリナイ!! ダラなまRainbow（2017年、ニコニコ生放送※）
- 天華百剣 -斬- -生-（2017年 - 、YouTube Live※）

### 舞台
- 郡司企画『GANG』デイジー役　シアターアプル（2007年）
- イマジンミュージカル『若草物語』アンサンブル　新宿文化センター（2008年）
- 郡司企画『Present』サリー役　シアターアプル（2008年）
- 郡司企画『チャンス2012』片桐麗役　サンモールスタジオ（2012年）
- M ACT CREW主催『M ACT QUEST』シェイコ役　三鷹市星のホール（2012年）
- オトメライブ『華ヤカ哉、我ガ一族 オペラカレイド』浅木はる役　星陵会館（2013年）
  - オトメライブ『華ヤカ哉、我ガ一族 オペラカレイド〜再会〜』浅木はる役　星陵会館（2013年）
  - オトメライブ『華ヤカ哉、我ガ一族 オペラカレイド〜狂宴〜』浅木はる役　星陵会館（2014年）
- 劇団空間エンジンプロデュース『オサエロ』（2013年）
- 詠舞台『蟲師「〜鏡が淵〜」』 真澄役（2015年）
- サクシードプロジェクト『百千さん家のあやかし王子』百千ひまり役　博品館劇場（2015年）

### 朗読劇
- 声優朗読劇フォアレーゼン 「〜リチャード三世〜」（2023年3月5日、丹鶴ホール）[199]

### 短編映画
- あれから（2012年、女子高生）
- エーザイ『夕香の季節』（2012年、和田夕香）

### CM
- 先輩がうざい後輩の話（五十嵐双葉[200]）

### 映像商品
- 「THE IDOLM@STER SHINY COLORS 1stLIVE FLY TO THE SHINY SKY」Blu-ray（2019年）[201]
- バンダイナムコエンターテインメントフェスティバル 2days LIVE Blu-ray（2020年）[202]
- 「THE IDOLM@STER SHINY COLORS MUSIC DAWN」Blu-ray（2021年）[203]
- 「THE IDOLM@STER SHINY COLORS 2ndLIVE STEP INTO THE SUNSET SKY」Blu-ray（2021年）[204]
- 「THE IDOLM@STER SHINY COLORS 3rdLIVE TOUR PIECE ON PLANET / FUKUOKA」Blu-ray（2022年）[205]
- 「THE IDOLM@STER SHINY COLORS 4thLIVE 空は澄み、今を越えて。」Blu-ray（2022年）[206]
- バンダイナムコエンターテインメントフェスティバル 2nd 2days LIVE Blu-ray（2023年）[207]
- THE IDOLM@STER M@STERS OF IDOL WORLD!!!!! 2023 Blu-ray PERFECT BOX!!!!!（2023年）[208]
- 「THE IDOLM@STER SHINY COLORS 5thLIVE If I_wings.」Blu-ray（2023年）[209]
- 283PRODUCTION SOLO PERFORMANCE LIVE「我儘なまま」Blu-ray（2024年）[210]
- THE IDOLM@STER SHINY COLORS 5.5th Anniversary LIVE「星が見上げた空」Blu-ray（2024年）[211]
- 「異次元フェス アイドルマスター★♥ラブライブ！歌合戦」Blu-ray（2024年）[212]

### その他コンテンツ
- LINEスタンプ『アイドルマスター シャイニーカラーズ』（2019年 - 2020年、園田智代子） - 2作品[一覧 17]
- PV『電撃文庫朗読してみた』
  - 家出中の妹ですが、バカな兄貴に保護されました。（2021年、朗読[213]）
  - 世界征服系妹（2021年、朗読[214]）
  - 俺を好きなのはお前だけかよ」（2021年、朗読[215]）
  - 嘘つきみーくんと壊れたまーちゃん（2021年、朗読[216]）
- ドラマCD『お隣の天使様にいつの間にか駄目人間にされていた件』（2022年 - 2023年、白河千歳[217]） ※小説第7・8巻ドラマCD付き特装版

## ディスコグラフィ

### キャラクターソング
| 発売日   | 商品名                                                                                       | 歌 | 楽曲 | 備考                                                                                            |
| 2015年   | 2015年                                                                                       | 2015年 | 2015年 | 2015年                                                                                          |
| -------- | -------------------------------------------------------------------------------------------- | --- | --- | ----------------------------------------------------------------------------------------------- |
| 8月19日  | かくしん的☆めたまるふぉ〜ぜっ！                                                              | 妹S | 「Sisters Wink」 | テレビアニメ『干物妹！うまるちゃん』オープニングテーマ                                          |
| 8月19日  | ひだまりデイズ                                                                               | 妹S | 「ひだまりデイズ」 | テレビアニメ『干物妹！うまるちゃん』エンディングテーマ                                          |
| 8月19日  | ひだまりデイズ                                                                               | 妹S | 「フィーバー夏Vacation!」 | テレビアニメ『干物妹！うまるちゃん』関連曲                                                      |
| 9月16日  | 干物妹！うまるちゃん BD・DVD第1巻特典CD                                                      | 妹S | 「Dreamy Friends」 | テレビアニメ『干物妹！うまるちゃん』関連曲                                                      |
| 9月16日  | 干物妹！うまるちゃん キャラクターソング Vol.3 本場切絵                                       | 本場切絵（白石晴香） | 「My Precious」 「トトファンタジア」 「ひだまりデイズ」 | テレビアニメ『干物妹！うまるちゃん』関連曲                                                      |
| 2016年   |                                                                                              | | |                                                                                                 |
| 5月25日  | PUNCH☆MIND☆HAPPINESS                                                                         | Happy Clover | 「PUNCH☆MIND☆HAPPINESS」 | テレビアニメ『あんハピ♪』オープニングテーマ                                                     |
| 5月25日  | PUNCH☆MIND☆HAPPINESS                                                                         | Happy Clover | 「わいわいお天気ロード」 | テレビアニメ『あんハピ♪』挿入歌                                                                 |
| 5月25日  | 明日でいいから                                                                               | Happy Clover | 「明日でいいから」 | テレビアニメ『あんハピ♪』エンディングテーマ                                                     |
| 5月25日  | 明日でいいから                                                                               | Happy Clover | 「願いは負けない星だから」 | テレビアニメ『あんハピ♪』挿入歌                                                                 |
| 6月22日  | あんハピ♪ キャラクターソングシリーズ1 はなこ&ヒバリ                                          | 雲雀丘瑠璃（白石晴香） | 「紙ひこうき風になった」 | テレビアニメ『あんハピ♪』関連曲                                                                 |
| 7月20日  | あんハピ♪キャラクターソングシリーズ4 はなこ&ヒバリ&ぼたん                                    | はなこ（花守ゆみり）、ヒバリ（白石晴香）、ぼたん（安野希世乃） | 「とりぷるトラブル」 | テレビアニメ『あんハピ♪』関連曲                                                                 |
| 7月20日  | あんハピ♪キャラクターソングシリーズ4 はなこ&ヒバリ&ぼたん                                    | はなこ（花守ゆみり）、ヒバリ（白石晴香）、ぼたん（安野希世乃） | 「春夏秋冬ハッピーデイズ♪」 | テレビアニメ『あんハピ♪』関連曲                                                                 |
| 8月24日  | あんハピ♪ユニットソング2 ヒバリ&ヒビキ                                                       | ヒバリ（白石晴香）、ヒビキ（山村響） | 「Hi・Ba・Na」 | テレビアニメ『あんハピ♪』関連曲                                                                 |
| 8月24日  | あんハピ♪ユニットソング2 ヒバリ&ヒビキ                                                       | ヒバリ（白石晴香）、ヒビキ（山村響） | 「しあわせの地図」 | テレビアニメ『あんハピ♪』関連曲                                                                 |
| 9月7日   | Happening Lucky Rhapsody                                                                     | Happy Clover | 「Happening Lucky Rhapsody」 | テレビアニメ『あんハピ♪』関連曲                                                                 |
| 9月7日   | Happening Lucky Rhapsody                                                                     | Happy Clover | 「帰りみち」 | テレビアニメ『あんハピ♪』関連曲                                                                 |
| 2017年   |                                                                                              | | |                                                                                                 |
| 8月2日   | 情熱☆フルーツ                                                                                | トキメキ感謝祭 | 「情熱☆フルーツ」 | テレビアニメ『アクションヒロイン チアフルーツ』オープニングテーマ                               |
| 9月6日   | フルーツバスケット 〜赤来杏、青山勇気、紫村果音〜                                            | 紫村果音（白石晴香） | 「きっとこの手にVICTORY!!」 | テレビアニメ『アクションヒロイン チアフルーツ』関連曲                                           |
| 9月6日   | フルーツバスケット 〜赤来杏、青山勇気、紫村果音〜                                            | 紫村果音（白石晴香）、赤来杏（伊藤美来）、黄瀬美甘（山崎エリイ） | 「陽の当たる場所（Kanon Main Version）」 | テレビアニメ『アクションヒロイン チアフルーツ』エンディングテーマ                               |
| 9月6日   | フルーツバスケット 〜赤来杏、青山勇気、紫村果音〜                                            | 青山勇気（石田晴香）、緑川末那（広瀬ゆうき）、紫村果音（白石晴香） | 「陽の当たる場所（Yūki Main Version）」 | テレビアニメ『アクションヒロイン チアフルーツ』エンディングテーマ                               |
| 9月27日  | フルーツバスケット 〜黄瀬美甘、緑川末那、桃井はつり〜                                        | 黄瀬美甘（山崎エリイ）、黒酒路子（村川梨衣）、紫村果音（白石晴香） | 「陽の当たる場所（Mikan Main Version）」 | テレビアニメ『アクションヒロイン チアフルーツ』エンディングテーマ                               |
| 10月18日 | フルーツバスケット 〜城ヶ根御前、黒酒路子、青山元気〜                                        | 城ヶ根御前（M・A・O）、黒酒路子（村川梨衣）、緑川末那（広瀬ゆうき）、紫村果音（白石晴香） | 「陽の当たる場所（Misaki Main Version）」 | テレビアニメ『アクションヒロイン チアフルーツ』エンディングテーマ                               |
| 10月18日 | フルーツバスケット 〜城ヶ根御前、黒酒路子、青山元気〜                                        | トキメキ感謝祭 | 「陽の当たる場所（Special Version）」 | テレビアニメ『アクションヒロイン チアフルーツ』エンディングテーマ                               |
| 11月8日  | アクションヒロイン チアフルーツ BD第2巻特典CD                                                | トキメキ感謝祭 | 「LOVE DIVE」 | テレビアニメ『アクションヒロイン チアフルーツ』挿入歌                                           |
| 11月15日 | うまるん体操                                                                                 | 妹S | 「うまるん体操」 | テレビアニメ『干物妹！うまるちゃんR』エンディングテーマ                                         |
| 11月15日 | うまるん体操                                                                                 | 妹S | 「変わらない宝物」 | テレビアニメ『干物妹！うまるちゃんR』関連曲                                                     |
| 12月13日 | 〜妹Ｓ☆QUEST〜                                                                               | 妹S | 「MUTEKINO SISTER FANTASY」 | テレビアニメ『干物妹！うまるちゃんR』関連曲                                                     |
| 12月13日 | 〜妹Ｓ☆QUEST〜                                                                               | 本場切絵（白石晴香） | 「未完成マイヒーロー」 | テレビアニメ『干物妹！うまるちゃんR』関連曲                                                     |
| 12月13日 | 〜妹Ｓ☆QUEST〜                                                                               | 土間うまる（田中あいみ）、本場切絵（白石晴香） | 「ダラけ×しゅぎょーDIARY!」 | テレビアニメ『干物妹！うまるちゃんR』関連曲                                                     |
| 2018年   |                                                                                              | | |                                                                                                 |
| 6月6日   | THE IDOLM@STER SHINY COLORS BRILLI@NT WING 01 Spread the Wings!!                             | シャイニーカラーズ | 「Spread the Wings!!」 「Multicolored Sky」 | ゲーム『アイドルマスター シャイニーカラーズ』テーマソング                                       |
| 8月29日  | ソードアート・オンライン オルタナティブ ガンゲイル・オンライン BD・DVD第3巻特典CD            | SHINC | 「FIGHT」 | テレビアニメ『ソードアート・オンライン オルタナティブ ガンゲイル・オンライン』関連曲            |
| 9月5日   | THE IDOLM@STER SHINY COLORS BRILLI@NT WING 04 夢咲きAfter school                             | 放課後クライマックスガールズ | 「夢咲きAfter school」 「太陽キッス」 「Spread the Wings!!」 | ゲーム『アイドルマスター シャイニーカラーズ』関連曲                                             |
| 9月5日   | 闇を切り咲く華                                                                               | 城和泉正宗（大野柚布子）、桑名江（高橋李依）、牛王吉光（千菅春香）、小烏丸（大和田仁美）、七香（白石晴香） | 「闇を切り咲く華」 | ゲーム『天華百剣 -斬-』関連曲                                                                   |
| 9月5日   | 闇を切り咲く華                                                                               | 七香（白石晴香） | 「闇を切り咲く華」 | ゲーム『天華百剣 -斬-』関連曲                                                                   |
| 10月24日 | ウザウザ☆わおーっす！                                                                        | 高梨ミーシャ（白石晴香）、鴨居つばめ（沼倉愛美） | 「ウザウザ☆わおーっす！」 | テレビアニメ『うちのメイドがウザすぎる！』オープニングテーマ                                    |
| 10月24日 | ウザウザ☆わおーっす！                                                                        | 高梨ミーシャ（白石晴香） | ｢さいてーさいあく！ウザキモライフ｣ | テレビアニメ『うちのメイドがウザすぎる！』関連曲                                                |
| 10月24日 | ときめき☆くらいまっくす                                                                      | 鴨居つばめ（沼倉愛美）、高梨ミーシャ（白石晴香） | 「ときめき☆くらいまっくす」 | テレビアニメ『うちのメイドがウザすぎる！』エンディングテーマ                                    |
| 10月24日 | ときめき☆くらいまっくす                                                                      | 高梨ミーシャ（白石晴香） | ｢ホッカホカの気持ち｣ | テレビアニメ『うちのメイドがウザすぎる！』関連曲                                                |
| 11月7日  | テレビアニメ「アニマエール！」テーマソングコレクション -Smile-                               | 神ノ木高校チアリーディング部 | 「ジャンプアップ↑エール!!」 | テレビアニメ『アニマエール！』オープニングテーマ                                                |
| 11月7日  | テレビアニメ「アニマエール！」テーマソングコレクション -Smile-                               | 神ノ木高校チアリーディング部 | 「One for All」 | テレビアニメ『アニマエール！』エンディングテーマ                                                |
| 11月7日  | テレビアニメ「アニマエール！」テーマソングコレクション -Smile-                               | 神ノ木高校チアリーディング部 | 「Color select」 | テレビアニメ『アニマエール！』関連曲                                                            |
| 11月7日  | テレビアニメ「アニマエール！」テーマソングコレクション -Wink-                                | 牛久花和（白石晴香） | 「LOVE for せんぱい！」 | テレビアニメ『アニマエール！』関連曲                                                            |
| 12月19日 | THE IDOLM@STER SHINY COLORS SE@SONAL WINTER                                                  | シャイニーカラーズ | 「SNOW FLAKES MEMORIES」 「Let's get a chance」 | ゲーム『アイドルマスター シャイニーカラーズ』関連曲                                             |
| 2019年   |                                                                                              | | |                                                                                                 |
| 2月27日  | うちのメイドがウザすぎる！ BD・DVD第2巻特典CD                                                | 高梨ミーシャ（白石晴香）、鷲崎みみか（原田彩楓）、森川ゆい（井澤詩織） | 「まあまあ？ ますます!? ゆーじょーびより」 | テレビアニメ『うちのメイドがウザすぎる！』関連曲                                                |
| 3月9日   | THE IDOLM@STER SHINY COLORS SOLO COLLECTION -1stLIVE FLY TO THE SHINY SKY-                   | 園田智代子（白石晴香） | 「夢咲きAfter school」 | ゲーム『アイドルマスター シャイニーカラーズ』関連曲                                             |
| 4月6日   | 始まりの合図                                                                                 | Clutch! | 「ALL FOR ONE★」 「Revolution No.9」 | ゲーム『八月のシンデレラナイン』関連曲                                                          |
| 4月10日  | THE IDOLM@STER SHINY COLORS FR@GMENT WING 01                                                 | シャイニーカラーズ | 「Ambitious Eve」 「いつか Shiny Days」 | ゲーム『アイドルマスター シャイニーカラーズ』関連曲                                             |
| 4月17日  | 百華繚乱                                                                                     | 城和泉正宗（大野柚布子）、桑名江（高橋李依）、牛王吉光（千菅春香）、小烏丸（大和田仁美）、七香（白石晴香） | 「久遠に咲く華」 | ゲーム『天華百剣 -斬-』関連曲                                                                   |
| 4月17日  | 百華繚乱                                                                                     | 笹貫（小見川千明)、大般若長光（渡辺優里奈）、長篠一文字（東内マリ子） feat.八宵（白石晴香） | 「巫剣えれじぃ」 | ゲーム『天華百剣 -斬-』関連曲                                                                   |
| 7月10日  | THE IDOLM@STER SHINY COLORS FR@GMENT WING 04                                                 | 放課後クライマックスガールズ | 「ビーチブレイバー」 「よりみちサンセット」 「Ambitious Eve」 | ゲーム『アイドルマスター シャイニーカラーズ』関連曲                                             |
| 7月24日  | ぼくたちは勉強ができない BD・DVD第2巻特典CD                                                  | 古橋文乃（白石晴香） | 「トモダチ座」 | テレビアニメ『ぼくたちは勉強ができない』関連曲                                                  |
| 8月18日  | THE IDOLM@STER SHINY COLORS SOLO COLLECTION -SUMMER PARTY 2019-                              | 園田智代子（白石晴香） | 「太陽キッス」 | ゲーム『アイドルマスター シャイニーカラーズ』関連曲                                             |
| 10月13日 | グラウンドの響                                                                               | Clutch! | 「摩擦主義」 「Summer Soul...」 | ゲーム『八月のシンデレラナイン』関連曲                                                          |
| 11月20日 | 紅、華を咲かせて                                                                             | 御華見衆 椿組 | 「紅、華を咲かせて」 | テレビアニメ『天華百剣 〜めいじ館へようこそ！〜』主題歌                                         |
| 11月20日 | 紅、華を咲かせて                                                                             | 御華見衆 椿組 | 「椿組名物帳」 | テレビアニメ『天華百剣 〜めいじ館へようこそ！〜』関連曲                                         |
| 11月20日 | 紅、華を咲かせて                                                                             | 七香（白石晴香） | 「紅、華を咲かせて」 | テレビアニメ『天華百剣 〜めいじ館へようこそ！〜』関連曲                                         |
| 12月18日 | THE IDOLM@STER SHINY COLORS FUTURITY SMILE                                                   | シャイニーカラーズ | 「FUTURITY SMILE」 「Spread the Wings!!」 | ゲーム『アイドルマスター シャイニーカラーズ』関連曲                                             |
| 12月25日 | 俺を好きなのはお前だけかよ BD・DVD第1巻特典CD                                                | パンジー（戸松遥）、ひまわり（白石晴香）、コスモス（三澤紗千香） | 「ハナコトバ」 | テレビアニメ『俺を好きなのはお前だけかよ』エンディングテーマ                                    |
| 12月25日 | ぼくたちは勉強ができない！ BD・DVD第1巻特典CD                                                | 古橋文乃（白石晴香） | 「流星のち晴れ」 | テレビアニメ『ぼくたちは勉強ができない！』関連曲                                                |
| 2020年   |                                                                                              | | |                                                                                                 |
| 1月29日  | 俺を好きなのはお前だけかよ BD・DVD第2巻特典CD                                                | ひまわり（白石晴香） | 「サンシャインガール」 | テレビアニメ『俺を好きなのはお前だけかよ』関連曲                                                |
| 2月12日  | THE IDOLM@STER SHINY COLORS SWEET♡STEP                                                       | シャイニーカラーズ | 「SWEET♡STEP」 「Multicolored Sky」 | ゲーム『アイドルマスター シャイニーカラーズ』関連曲                                             |
| 3月21日  | THE IDOLM@STER SHINY COLORS SOLO COLLECTION -SPRING PARTY 2020-                              | 園田智代子（白石晴香） | 「ビーチブレイバー」 | ゲーム『アイドルマスター シャイニーカラーズ』関連曲                                             |
| 4月8日   | THE IDOLM@STER SHINY COLORS GR@DATE WING 01                                                  | シャイニーカラーズ | 「シャイノグラフィ」 「Dye the sky.」 | ゲーム『アイドルマスター シャイニーカラーズ』関連曲                                             |
| 4月29日  | 百華繚乱 弐                                                                                  | 御華見衆 椿組 | 「華よ心々から」 | ゲーム『天華百剣 -斬-』関連曲                                                                   |
| 4月29日  | 百華繚乱 弐                                                                                  | ざんなまぁ〜ず♪ | 「ざんなまのうた♪」 | ゲーム『天華百剣 -斬-』関連曲                                                                   |
| 7月22日  | ヒーリングっど♥プリキュア キャラクターシングル 〜響き合う4つの声〜                           | 風鈴アスミ（三森すずこ）、ラテ（白石晴香） | 「風のシンパシー」 | テレビアニメ『ヒーリングっど♥プリキュア』関連曲                                                 |
| 7月29日  | THE IDOLM@STER SHINY COLORS SOLO COLLECTION -2ndLIVE STEP INTO THE SUNSET SKY-               | 園田智代子（白石晴香） | 「よりみちサンセット」 | ゲーム『アイドルマスター シャイニーカラーズ』関連曲                                             |
| 10月28日 | おちこぼれフルーツタルト メインテーマCD                                                      | フルーツタルト | 「キボウだらけのEVERYDAY」 | テレビアニメ『おちこぼれフルーツタルト』オープニングテーマ                                      |
| 10月28日 | おちこぼれフルーツタルト メインテーマCD                                                      | フルーツタルト | 「ワンダー！」 | テレビアニメ『おちこぼれフルーツタルト』エンディングテーマ                                      |
| 10月28日 | おちこぼれフルーツタルト メインテーマCD                                                      | フルーツタルト | 「タルトなキモチ」 | テレビアニメ『おちこぼれフルーツタルト』挿入歌                                                  |
| 10月31日 | THE IDOLM@STER SHINY COLORS SOLO COLLECTION -MUSIC DAWN-                                     | 園田智代子（白石晴香） | 「SNOW FLAKES MEMORIES」 | ゲーム『アイドルマスター シャイニーカラーズ』関連曲                                             |
| 11月18日 | THE IDOLM@STER SHINY COLORS GR@DATE WING 04                                                  | 放課後クライマックスガールズ | 「五ツ座流星群」 「学祭革命夜明け前」 「シャイノグラフィ」 | ゲーム『アイドルマスター シャイニーカラーズ』関連曲                                             |
| 12月23日 | 荒野のコトブキ飛行隊 大空のテイクオフガールズ！ チームソングミニアルバム                     | ハルカゼ飛行隊 | 「FLAP!」 | ゲーム『荒野のコトブキ飛行隊 大空のテイクオフガールズ！』関連曲                                 |
| 12月31日 | アズールレーンキャラクターソング Vol.03 A&B セット                                           | ル・マラン（白石晴香） | 「祈りノウタ」 | ゲーム『アズールレーン』関連曲                                                                  |
| 2021年   |                                                                                              | | |                                                                                                 |
| 1月20日  | THE IDOLM@STER SHINY COLORS COLORFUL FE@THERS -Stella-                                       | Team.Stella | 「プラニスフィア 〜planisphere〜」 | ゲーム『アイドルマスター シャイニーカラーズ』関連曲                                             |
| 1月20日  | THE IDOLM@STER SHINY COLORS COLORFUL FE@THERS -Stella-                                       | 園田智代子（白石晴香） | 「チョコデート・サンデー」 | ゲーム『アイドルマスター シャイニーカラーズ』関連曲                                             |
| 1月27日  | おちこぼれフルーツタルト BD・DVD第1巻特典CD                                                  | 関野ロコ（久保田梨沙）、貫井はゆ（白石晴香）、前原仁菜（近藤玲奈） | 「ネズミ戦隊ネズレンジャー」 | テレビアニメ『おちこぼれフルーツタルト』挿入歌                                                  |
| 1月27日  | おちこぼれフルーツタルト BD・DVD第1巻特典CD                                                  | フルーツタルト | 「ネズミ戦隊ネズレンジャー」 | テレビアニメ『おちこぼれフルーツタルト』挿入歌                                                  |
| 2月24日  | おちこぼれフルーツタルト BD・DVD第2巻特典CD                                                  | フルーツタルト | 「タルトなキモチ」 | テレビアニメ『おちこぼれフルーツタルト』挿入歌                                                  |
| 2月24日  | 魔王学院の不適合者 〜史上最強の魔王の始祖、転生して子孫たちの学校へ通う〜 BD・DVD第6巻特典CD | アノス・ファンユニオン | 「世界が愛に満ちるように」 | テレビアニメ『魔王学院の不適合者 〜史上最強の魔王の始祖、転生して子孫たちの学校へ通う〜』挿入歌 |
| 3月24日  | おちこぼれフルーツタルト BD・DVD第3巻特典CD                                                  | フルーツタルト | 「目指せ！カレーNo.1!」 | テレビアニメ『おちこぼれフルーツタルト』挿入歌                                                  |
| 3月24日  | おちこぼれフルーツタルト BD・DVD第3巻特典CD                                                  | フルーツタルト、クリームあんみつ | 「青春の終焉と少女の翼」 | テレビアニメ『おちこぼれフルーツタルト』挿入歌                                                  |
| 4月14日  | THE IDOLM@STER SHINY COLORS L@YERED WING 01                                                  | シャイニーカラーズ | 「Resonance⁺」 「Color Days」 | ゲーム『アイドルマスター シャイニーカラーズ』関連曲                                             |
| 4月24日  | THE IDOLM@STER SHINY COLORS SOLO COLLECTION -3rdLIVE TOUR PIECE ON PLANET / TOKYO-           | 園田智代子（白石晴香） | 「五ツ座流星群」 | ゲーム『アイドルマスター シャイニーカラーズ』関連曲                                             |
| 4月25日  | 灼けつくエール                                                                               | Clutch! | 「炎天宣誓歌」 「八月のエバーグリーン」 | ゲーム『八月のシンデレラナイン』関連曲                                                          |
| 5月29日  | THE IDOLM@STER SHINY COLORS SOLO COLLECTION -3rdLIVE TOUR PIECE ON PLANET / FUKUOKA-         | 園田智代子（白石晴香） | 「学祭革命夜明け前」 | ゲーム『アイドルマスター シャイニーカラーズ』関連曲                                             |
| 6月26日  | WIXOSS DIVA(A)LIVE BD第1巻特典CD                                                             | No Limit | 「D-(A)LIVE!!」 | テレビアニメ『WIXOSS DIVA(A)LIVE』オープニングテーマ                                            |
| 7月14日  | THE IDOLM@STER SHINY COLORS L@YERED WING 04                                                  | 放課後クライマックスガールズ | 「クライマックスアイランド」 「拝啓タイムカプセル」 「Resonance⁺」 | ゲーム『アイドルマスター シャイニーカラーズ』関連曲                                             |
| 7月21日  | 百華繚乱 参                                                                                  | 御華見衆 椿組 | 「結絆華」 | ゲーム『天華百剣 -斬-』関連曲                                                                   |
| 7月21日  | 百華繚乱 参                                                                                  | ざんなまぁ〜ず♪ | 「結絆華」 | ゲーム『天華百剣 -斬-』関連曲                                                                   |
| 7月31日  | WIXOSS DIVA(A)LIVE BD第2巻特典CD                                                             | No Limit | 「GLORY GROW」 | テレビアニメ『WIXOSS DIVA(A)LIVE』エンディングテーマ                                            |
| 2022年   |                                                                                              | | |                                                                                                 |
| 2月14日  | THE IDOLM@STER SHINY COLORS SOLO COLLECTION -L@YERED WING part 1-                            | 園田智代子（白石晴香） | 「クライマックスアイランド」 | ゲーム『アイドルマスター シャイニーカラーズ』関連曲                                             |
| 2月14日  | THE IDOLM@STER SHINY COLORS SOLO COLLECTION -L@YERED WING part 2-                            | 園田智代子（白石晴香） | 「拝啓タイムカプセル」 | ゲーム『アイドルマスター シャイニーカラーズ』関連曲                                             |
| 4月13日  | THE IDOLM@STER SHINY COLORS PANOR@MA WING 01                                                 | シャイニーカラーズ | 「虹の行方」 「Daybreak Age」 | ゲーム『アイドルマスター シャイニーカラーズ』関連曲                                             |
| 4月23日  | THE IDOLM@STER SHINY COLORS Synthe-Side 02                                                   | 放課後クライマックスガールズ、ノクチル | 「相合学舎」 | ゲーム『アイドルマスター シャイニーカラーズ』関連曲                                             |
| 4月23日  | THE IDOLM@STER SHINY COLORS Synthe-Side 02                                                   | 園田智代子（白石晴香） | 「相合学舎」 | ゲーム『アイドルマスター シャイニーカラーズ』関連曲                                             |
| 4月27日  | 明日ちゃんのセーラー服 BD / DVD 第1巻完全生産限定版特典CD                                    | 蠟梅学園中等部1年3組 | 「はじまりのセツナ」 | テレビアニメ『明日ちゃんのセーラー服』オープニングテーマ                                        |
| 7月13日  | THE IDOLM@STER SHINY COLORS PANOR@MA WING 04                                                 | 放課後クライマックスガールズ | 「一閃は君が導く」 「キャットスクワッド」 「虹の行方」 | ゲーム『アイドルマスター シャイニーカラーズ』関連曲                                             |
| 2023年   |                                                                                              | | |                                                                                                 |
| 1月18日  | THE IDOLM@STER SHINY COLORS WING COLLECTION -A side-                                         | シャイニーカラーズ | 「Spread the Wings!! -25 colors-」 「Ambitious Eve -25 colors-」 「シャイノグラフィ -25 colors-」 「Resonance⁺ -25 colors-」 「SNOW FLAKES MEMORIES -25 colors-」 「FUTURITY SMILE -25 colors-」 | ゲーム『アイドルマスター シャイニーカラーズ』関連曲                                             |
| 2月8日   | THE IDOLM@STER SHINY COLORS WING COLLECTION -B side-                                         | シャイニーカラーズ | 「Multicolored Sky -25 colors-」 「いつか Shiny Days -25 colors-」 「Dye the sky. -25 colors-」 「Color Days -25 colors-」 「Let's get a chance -25 colors-」 「SWEET♡STEP -25 colors-」         | ゲーム『アイドルマスター シャイニーカラーズ』関連曲                                             |
| 2月11日  | THE IDOLM@STER SHINY COLORS SOLO COLLECTION -M@STERS OF IDOL WORLD!!!!! 2023-                | 園田智代子（白石晴香） | 「Let’s get a chance」 | ゲーム『アイドルマスター シャイニーカラーズ』関連曲                                             |
| 3月18日  | THE IDOLM@STER SHINY COLORS SOLO COLLECTION -5thLIVE If I_wings. part1-                      | 園田智代子（白石晴香） | 「一閃は君が導く」 | ゲーム『アイドルマスター シャイニーカラーズ』関連曲                                             |
| 3月18日  | THE IDOLM@STER SHINY COLORS SOLO COLLECTION -5thLIVE If I_wings. part2-                      | 園田智代子（白石晴香） | 「キャットスクワッド」 | ゲーム『アイドルマスター シャイニーカラーズ』関連曲                                             |
| 6月14日  | THE IDOLM@STER SHINY COLORS “CANVAS” 03                                                      | 放課後クライマックスガールズ | 「ハナサカサイサイ」 「全力アンサー」 「ひめくりモザイク」 | ゲーム『アイドルマスター シャイニーカラーズ』関連曲                                             |
| 7月22日  | THE IDOLM@STER SHINY COLORS SOLO COLLECTION -SOLO PERFORMANCE LIVE 我儘なまま Stella-        | 園田智代子（白石晴香） | 「プラニスフィア 〜planisphere〜」 | ゲーム『アイドルマスター シャイニーカラーズ』関連曲                                             |
| 9月6日   | ウマ娘 プリティーダービー WINNING LIVE 13                                                    | ナリタブライアン（衣川里佳）、マヤノトップガン（星谷美緒）、アドマイヤベガ（咲々木瞳）、イナリワン（井上遥乃）、サトノダイヤモンド（立花日菜）、キタサンブラック（矢野妃菜喜）、ヤエノムテキ（日原あゆみ）、サクラローレル（真野美月）、ナリタトップロード（中村カンナ）、サトノクラウン（鈴代紗弓）、シュヴァルグラン（夏吉ゆうこ）、ネオユニヴァース（白石晴香）、ヒシミラクル（春日さくら） | 「トレセン音頭」 | ゲーム『ウマ娘 プリティーダービー』関連曲                                                       |
| 9月6日   | ウマ娘 プリティーダービー WINNING LIVE 13                                                    | ナリタブライアン（衣川里佳）、マヤノトップガン（星谷美緒）、ライスシャワー（石見舞菜香）、アドマイヤベガ（咲々木瞳）、イナリワン（井上遥乃）、ミスターシービー（天海由梨奈）、マチカネタンホイザ（遠野ひかる）、イクノディクタス（田澤茉純）、ツインターボ（花井美春）、サトノダイヤモンド（立花日菜）、キタサンブラック（矢野妃菜喜）、ヤエノムテキ（日原あゆみ）、サクラローレル（真野美月）、ナリタトップロード（中村カンナ）、サトノクラウン（鈴代紗弓）、シュヴァルグラン（夏吉ゆうこ）、ホッコータルマエ（菊池紗矢香）、ネオユニヴァース（白石晴香）、ヒシミラクル（春日さくら） | 「うまぴょい伝説」 | ゲーム『ウマ娘 プリティーダービー』関連曲                                                       |
| 9月13日  | ウマ娘 プリティーダービー WINNING LIVE 14                                                    | ゴールドシップ（上田瞳）、ウオッカ（大橋彩香）、エルコンドルパサー（髙橋ミナミ）、マンハッタンカフェ（小倉唯）、エアシャカール（津田美波）、エイシンフラッシュ（藤野彩水）、ナカヤマフェスタ（下地紫野）、サトノダイヤモンド（立花日菜）、キタサンブラック（矢野妃菜喜）、シリウスシンボリ（ファイルーズあい）、サクラローレル（真野美月）、ネオユニヴァース（白石晴香）、タップダンスシチー（篠田みなみ） | 「L’Arc de gloire」 | ゲーム『ウマ娘 プリティーダービー』関連曲                                                       |
| 9月13日  | ウマ娘 プリティーダービー WINNING LIVE 14                                                    | ゴールドシップ（上田瞳）、ウオッカ（大橋彩香）、エルコンドルパサー（髙橋ミナミ）、マンハッタンカフェ（小倉唯）、エアシャカール（津田美波）、エイシンフラッシュ（藤野彩水）、ゴールドシチー（香坂さき）、トーセンジョーダン（鈴木絵理）、ナカヤマフェスタ（下地紫野）、メジロパーマー（のぐちゆり）、ダイタクヘリオス（山根綺）、サトノダイヤモンド（立花日菜）、キタサンブラック（矢野妃菜喜）、シリウスシンボリ（ファイルーズあい）、サクラローレル（真野美月）、ネオユニヴァース（白石晴香）、タップダンスシチー（篠田みなみ）                                                       | 「うまぴょい伝説」 | ゲーム『ウマ娘 プリティーダービー』関連曲                                                       |
| 10月18日 | THE IDOLM@STER SHINY COLORS Song for Prism 星の声                                            | シャイニーカラーズ | 「星の声」 | ゲーム『アイドルマスター シャイニーカラーズ Song for Prism』テーマソング                        |
| 2024年   |                                                                                              | | |                                                                                                 |
| 1月24日  | THE IDOLM@STER SHINY COLORS Song for Prism 裸足じゃイラレナイ / 明日もBeautiful Day          | 放課後クライマックスガールズ | 「裸足じゃイラレナイ」 | ゲーム『アイドルマスター シャイニーカラーズ Song for Prism』関連曲                              |
| 1月24日  | ウマ娘 プリティーダービー WINNING LIVE 15                                                    | ネオユニヴァース（白石晴香） | 「銀河系フィロソフィー」 | ゲーム『ウマ娘 プリティーダービー』関連曲                                                       |
| 1月24日  | ウマ娘 プリティーダービー WINNING LIVE 15                                                    | スペシャルウィーク（和氣あず未）、ライスシャワー（石見舞菜香）、スマートファルコン（大和田仁美）、ゼンノロブロイ（照井春佳）、トーセンジョーダン（鈴木絵理）、ナイスネイチャ（前田佳織里）、キングヘイロー（佐伯伊織）、メジロパーマー（のぐちゆり）、サトノダイヤモンド（立花日菜）、キタサンブラック（矢野妃菜喜）、ツルマルツヨシ（青山吉能）、サクラローレル（真野美月）、ネオユニヴァース（白石晴香）、ヒシミラクル（春日さくら） | 「うまぴょい伝説」 | ゲーム『ウマ娘 プリティーダービー』関連曲                                                       |
| 3月2日   | THE IDOLM@STER SHINY COLORS SOLO COLLECTION -6thLIVE TOUR Come and Unite! part1-             | 園田智代子（白石晴香） | 「ハナサカサイサイ」 | ゲーム『アイドルマスター シャイニーカラーズ』関連曲                                             |
| 3月2日   | THE IDOLM@STER SHINY COLORS SOLO COLLECTION -6thLIVE TOUR Come and Unite! part2-             | 園田智代子（白石晴香） | 「全力アンサー」 | ゲーム『アイドルマスター シャイニーカラーズ』関連曲                                             |
| 3月2日   | THE IDOLM@STER SHINY COLORS SOLO COLLECTION -6thLIVE TOUR Come and Unite! part3-             | 園田智代子（白石晴香） | 「ひめくりモザイク」 | ゲーム『アイドルマスター シャイニーカラーズ』関連曲                                             |
| 4月10日  | THE IDOLM@STER SHINY COLORS ツバサグラビティ                                                 | シャイニーカラーズ | 「ツバサグラビティ」 | テレビアニメ『アイドルマスター シャイニーカラーズ』オープニングテーマ                           |
| 4月10日  | THE IDOLM@STER SHINY COLORS ツバサグラビティ                                                 | 放課後クライマックスガールズ | 「ツバサグラビティ」 | テレビアニメ『アイドルマスター シャイニーカラーズ』関連曲                                       |
| 6月26日  | ウマ娘 プリティーダービー WINNING LIVE 19                                                    | ネオ・ネオユニヴァース（白石晴香）、ネオ・アグネスタキオン（上坂すみれ）、ヴィブロス・ネオ（伊藤彩沙）、ネオ・アドマイヤベガ（咲々木瞳）、ミホノブルボンSJ（長谷川育美）、ハロン（咲々木瞳） | 「宇宙走娘〈コスモピュエラ〉 銀河冒険譚」 | ゲーム『ウマ娘 プリティーダービー』関連曲                                                       |
| 6月26日  | ウマ娘 プリティーダービー WINNING LIVE 19                                                    | ネオ・ネオユニヴァース（白石晴香）、ネオ・アグネスタキオン（上坂すみれ）、ヴィブロス・ネオ（伊藤彩沙）、ネオ・アドマイヤベガ（咲々木瞳）、ミホノブルボンSJ（長谷川育美） | 「宇宙走娘〈コスモピュエラ〉 銀河冒険譚 -セリフハナイヤツダロン-」 | ゲーム『ウマ娘 プリティーダービー』関連曲                                                       |
| 6月26日  | ウマ娘 プリティーダービー WINNING LIVE 19                                                    | マンハッタンカフェ（小倉唯）、ミホノブルボン（長谷川育美）、アグネスタキオン（上坂すみれ）、アドマイヤベガ（咲々木瞳）、ヴィブロス（伊藤彩沙）、ダンツフレーム（福嶋晴菜）、ジャングルポケット（藤本侑里）、スティルインラブ（宮下早紀）、ネオユニヴァース（白石晴香）、ラインクラフト（小島菜々恵）、シーザリオ（佐藤榛夏）、エアメサイア（根本優奈）、デアリングハート（希水しお） | 「うまぴょい伝説」 | ゲーム『ウマ娘 プリティーダービー』関連曲                                                       |
| 7月10日  | THE IDOLM@STER SHINY COLORS ECHOES 03                                                        | 放課後クライマックスガールズ | 「放課後マギア」 「パーティーマジックデザイナー」 「Migratory Echoes」 | ゲーム『アイドルマスター シャイニーカラーズ』関連曲                                             |
| 7月27日  | THE IDOLM@STER SHINY COLORS LIVE FUN!! -Beyond the Blue sky part1-                           | 園田智代子（白石晴香） | 「ツバサグラビティ」 | テレビアニメ『アイドルマスター シャイニーカラーズ』関連曲                                       |
| 8月31日  | ウマ娘 プリティーダービー Solo Vocal Tracks Vol.10 Twinkle Circle! in HAKODATE               | ネオユニヴァース（白石晴香） | 「L'Arc de gloire（Game Size）」 | ゲーム『ウマ娘 プリティーダービー』関連曲                                                       |
| 10月9日  | THE IDOLM@STER SHINY COLORS プリズムフレア                                                   | シャイニーカラーズ | 「プリズムフレア」 | テレビアニメ『アイドルマスター シャイニーカラーズ 2nd season』オープニングテーマ                |
| 10月9日  | THE IDOLM@STER SHINY COLORS プリズムフレア                                                   | 放課後クライマックスガールズ | 「プリズムフレア」 | テレビアニメ『アイドルマスター シャイニーカラーズ 2nd season』関連曲                            |
| 10月30日 | THE IDOLM@STER SHINY COLORS Happy Surprise Trick!                                            | 櫻木真乃（関根瞳）、幽谷霧子（結名美月）、園田智代子（白石晴香）、桑山千雪（芝崎典子）、黛冬優子（幸村恵理） | 「ねぇ、ねぇ、ねぇ」 | テレビアニメ『アイドルマスター シャイニーカラーズ 2nd season』関連曲                            |
| 10月30日 | THE IDOLM@STER SHINY COLORS Happy Surprise Trick!                                            | シャイニーカラーズ | 「Poison Berry Daughters」 | テレビアニメ『アイドルマスター シャイニーカラーズ 2nd season』関連曲                            |
| 12月25日 | THE IDOLM@STER SHINY COLORS Over the prism                                                   | 放課後クライマックスガールズ | 「さあ舞い上がれ」 | テレビアニメ『アイドルマスター シャイニーカラーズ 2nd season』関連曲                            |
| 12月25日 | THE IDOLM@STER SHINY COLORS Over the prism                                                   | シャイニーカラーズ | 「プリズムフレア -23 colors-」 | テレビアニメ『アイドルマスター シャイニーカラーズ 2nd season』関連曲                            |
| 2025年   |                                                                                              | | |                                                                                                 |
| 1月29日  | THE IDOLM@STER SHINY COLORS Song for Prism Shower of light / 快盗Vを見逃すな                 | 放課後クライマックスガールズ | 「快盗Vを見逃すな」 | ゲーム『アイドルマスター シャイニーカラーズ Song for Prism』関連曲                              |
| 7月11日  | スキマジカン                                                                                 | シエル（佐伯伊織）、アネモネ（上田瞳）、ゴア（白石晴香） | 「スキマジカン」 | テレビアニメ『気絶勇者と暗殺姫』エンディングテーマ                                              |

### その他参加作品
| 発売日        | 商品名                                           | 歌                                                       | 楽曲           | 備考                                                         |
| ------------- | ------------------------------------------------ | -------------------------------------------------------- | -------------- | ------------------------------------------------------------ |
| 2018年3月28日 | A.I.C.O. Incarnation オリジナルサウンドトラック  | 白石晴香                                                 | 「未知の彼方」 | Webアニメ『A.I.C.O. Incarnation』エンディングテーマ          |
| 2022年12月5日 | 283PRODUCTION UNIT LIVE SETSUNA BEAT ORIGINAL CD | 河野ひより、白石晴香、永井真里子、丸岡和佳奈、涼本あきほ | 「ハピリリ」   | ライブイベント『283PRODUCTION UNIT LIVE SETSUNA BEAT』関連曲 |
| 2022年12月5日 | 283PRODUCTION UNIT LIVE SETSUNA BEAT ORIGINAL CD | 黒木ほの香、白石晴香、岡咲美保、前川涼子、和久井優       | 「OH MY GOD」  | ライブイベント『283PRODUCTION UNIT LIVE SETSUNA BEAT』関連曲 |